# William Dervall
William Dervall (Amsterdam, ...) è un politico olandese, 8° sindaco di New York.